# Мамфорд, Элоиза
Элои́за Ма́мфорд (англ. Eloise Mumford; род. 24 сентября 1986, Олимпия, Вашингтон, США) — американская актриса.

## Биография
Родилась и выросла в Вашингтоне, много времени проводила на природе — в окрестностях пляжа и в горах. Принимала участие в местных театральных постановках. Пять месяцев провела в деревне в Трансильвании, где обучала местных жителей английскому языку, а затем переехала в Нью-Йорк, где училась в Университете Нью-Йорка.
В данный момент проживает в Лос-Анджелесе.

## Карьера
Широкую известность актрисе принесла роль Линдси Холловэй в драме «Одинокая звезда», которая продержалась в эфир всего два эпизода. Также Мамфорд исполнила роль Лены Лэндри в мистическом сериале «Река» канала ABC.

## Фильмография

### Кино
| Телевидение | Телевидение                  | Телевидение                | Телевидение          | Телевидение            |
| Год         | Название                     | В оригинале                | Роль                 | Примечания             |
| ----------- | ---------------------------- | -------------------------- | -------------------- | ---------------------- |
| 2009        | Некоторые парни не уходят    | Some Boys Don’t Leave      | Девушка              | короткометражный фильм |
| 2012        | Агент под прикрытием         | So Undercover              | Саша                 |                        |
| 2012        | Рождество с Холли            | Christmas With Holly       | Мэгги                |                        |
| 2013        | Не безопасно для работы      | Not Safe for Work          |                      |                        |
| 2015        | Пятьдесят оттенков серого    | Fifty Shades of Grey       | Кэтрин 'Кейт' Кавана |                        |
| 2015        | Как раз под Рождество        | Just in time for Christmas | Линдси               |                        |
| 2017        | На пятьдесят оттенков темнее | Fifty Shades Darker        | Кэтрин 'Кейт' Кавана |                        |
| 2018        | Пятьдесят оттенков свободы   | Fifty Shades Freed         | Кэтрин 'Кейт' Кавана |                        |

### Телевидение
| Телевидение | Телевидение                         | Телевидение                       | Телевидение     | Телевидение                                 |
| Год         | Название                            | В оригинале                       | Роль            | Примечания                                  |
| ----------- | ----------------------------------- | --------------------------------- | --------------- | ------------------------------------------- |
| 2008        | Столкновение                        | Crash                             | Меган Эмори     | 4 эпизода                                   |
| 2009        | Закон и порядок: Специальный корпус | Law & Order: Special Victims Unit | Ванесса         | эпизод «Sugar»                              |
| 2009        | Сострадание                         | Mercy                             | Ханна           | эпизод «Some of Us Have Been to the Desert» |
| 2010        | Одинокая звезда                     | Lone Star                         | Линдси Холловэй | 5 эпизодов                                  |
| 2012        | Река                                | The River                         | Лена Лэндри     | основной состав                             |